# Dispositif de sécurité et d'armement

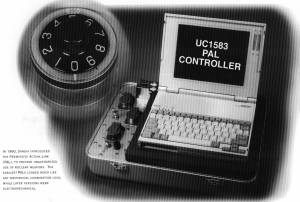
Un dispositif de sécurité et d'armement américain des années 1990, désigné comme un « contrôleur PAL », pour Permissive Action Link controller.

Un dispositif de sécurité et d'armement, ou système de verrouillage électronique, est un système de sûreté permettant de verrouiller et de sécuriser l'emploi de certaines armes, notamment les armes nucléaires. 
Appelé Permissive Action Link par les Américains, son activation est typiquement conditionnée par l'emploi d'un ou d'une série de codes d’autorisation par une personne spécifique. Dans le cas des armes nucléaires, il s'agit du chef de l'État ou de l'autorité militaire le cas échéant. Le dispositif a été surnommé « le bouton rouge » (Big red button ou The Button, en anglais).

## Historique

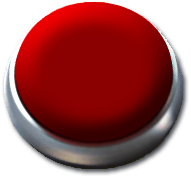
Illustration du Big red button, ou « bouton rouge », symbole populaire du dispositif d'armement des armes nucléaires.

En ce qui concerne les armes nucléaires, les premiers dispositifs de sécurité et d'armement ont été mis au point par les États-Unis qui les ont utilisés pour sécuriser l'emploi de leur arsenal au début des années 1960. Le 6 juin 1962, le président américain John Kennedy décide d'équiper les armes destinées aux nations de l’Organisation du traité de l'Atlantique nord (OTAN), après que l'on a constaté que les militaires étrangers manipulant ces armes pouvaient facilement les utiliser. 
Les chefs d'état-major des forces armées des États-Unis (Joint Chiefs of Staff), qui avaient à l'époque l'autorisation d'user de l'arme nucléaire en cas de besoin, se sont opposés dans un premier temps à la mise en place de ces dispositifs sur leurs propres armes. En cette période de guerre froide, où une attaque surprise n'était pas à exclure, ils estimaient préférable la facilité d'emploi pour une utilisation rapide de l'arme nucléaire, expliquant que cela entraînait trop de contraintes. Les autorités ont secrètement partagé ce système avec la France dans les années 1970, puis avec la Russie, après la chute de l'URSS.

## Débats autour des transferts de technologie
Certains observateurs demandent que les États-Unis mettent ce système à la disposition de toutes les autres puissances dotées de l'arme nucléaire, notamment le Pakistan, afin d'éviter des utilisations intempestives. Pour l'instant, ils s'y refusent, arguant que ce dispositif permet à son détenteur de doter ses missiles de têtes nucléaires avec beaucoup moins de risques.